# Jackie Chan: A kobra
A Jackie Chan: A kobra (kínai: 蛇形刁手, jyutping: Se4 ying4 diu1 sau2, pinjin: Shé xíng diāo shǒu, pinjin alapján magyaros: Se hszing tiao sou, ismert angol címén Snake in the Eagle's Shadow) egy 1978-ban bemutatott harcművészeti film Jackie Chan főszereplésével. Ez volt Yuen Woo-ping első rendezése.